# Monti Acrocerauni
I Monti Acrocerauni o Monti Cerauni (alb. Vargu Detar or Malësia Akrokeraune; gr. Κεραύνια Όρη, Keravnia ori; lat. Cerauni Montes) sono una catena montuosa dell'Albania meridionale. Sorgono lungo la riva orientale del Canale d'Otranto e si estendono per circa 100 km in direzione sud est-nord ovest, da Saranda ad Orikum, frazione della città di Valona situata nell'omonima baia. La larghezza della catena montuosa varia dai 4 ai 7 km. Amministrativamente rientrano nella prefettura di Valona.
Il punto più alto della catena è il Monte Çika (2.044 metri). Il Passo di Llogara divide la catena degli Acrocerauni in una zona occidentale e una zona orientale ricadente nella penisola di Karaburun.
I monti furono descritti da Tolomeo, Strabone e Pausania il Periegeta. Il Passo di Llogara fu scelto da Giulio Cesare come sede di stazionamento delle legioni, nei pressi del villaggio di Palasë sulla Riviera albanese, durante  la sua battaglia contro Pompeo.

## Galleria d'immagini

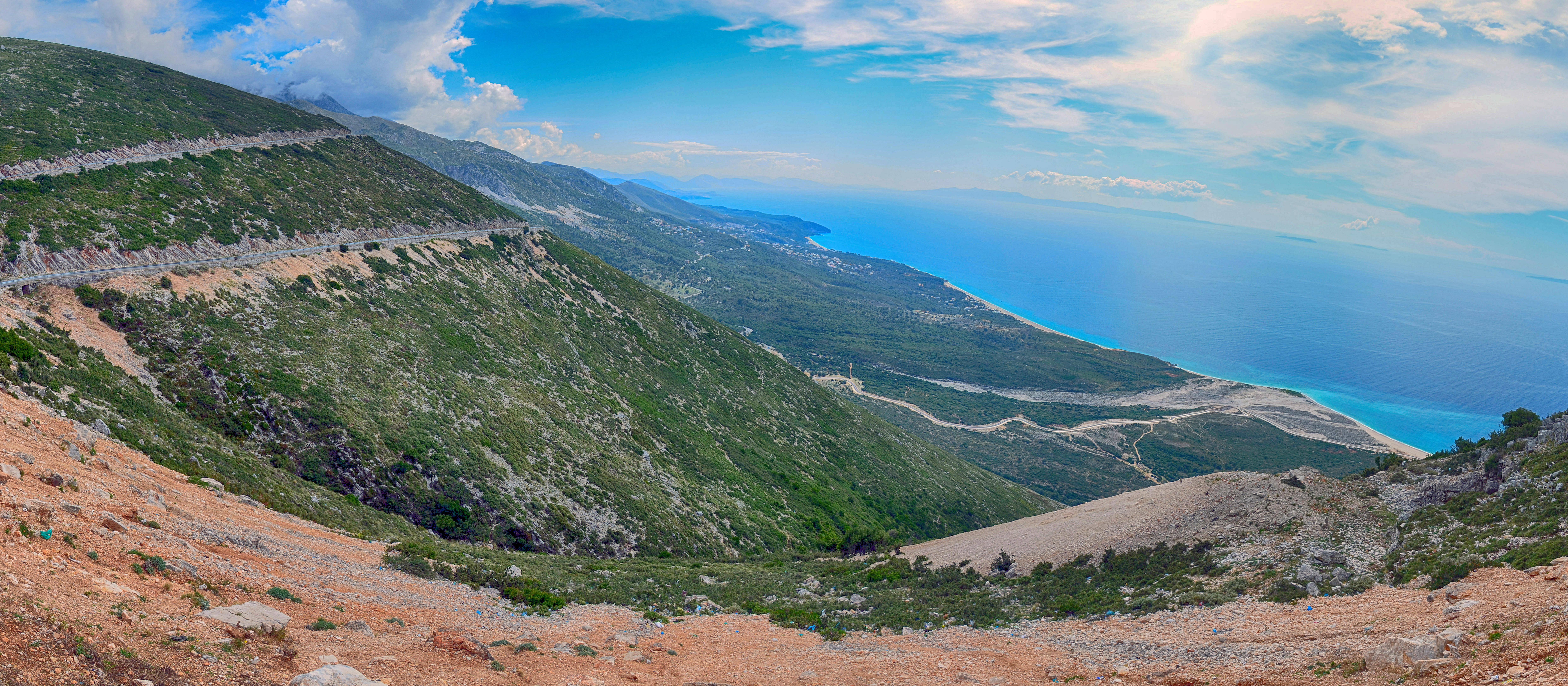
La Riviera albanese vista dalle montagne
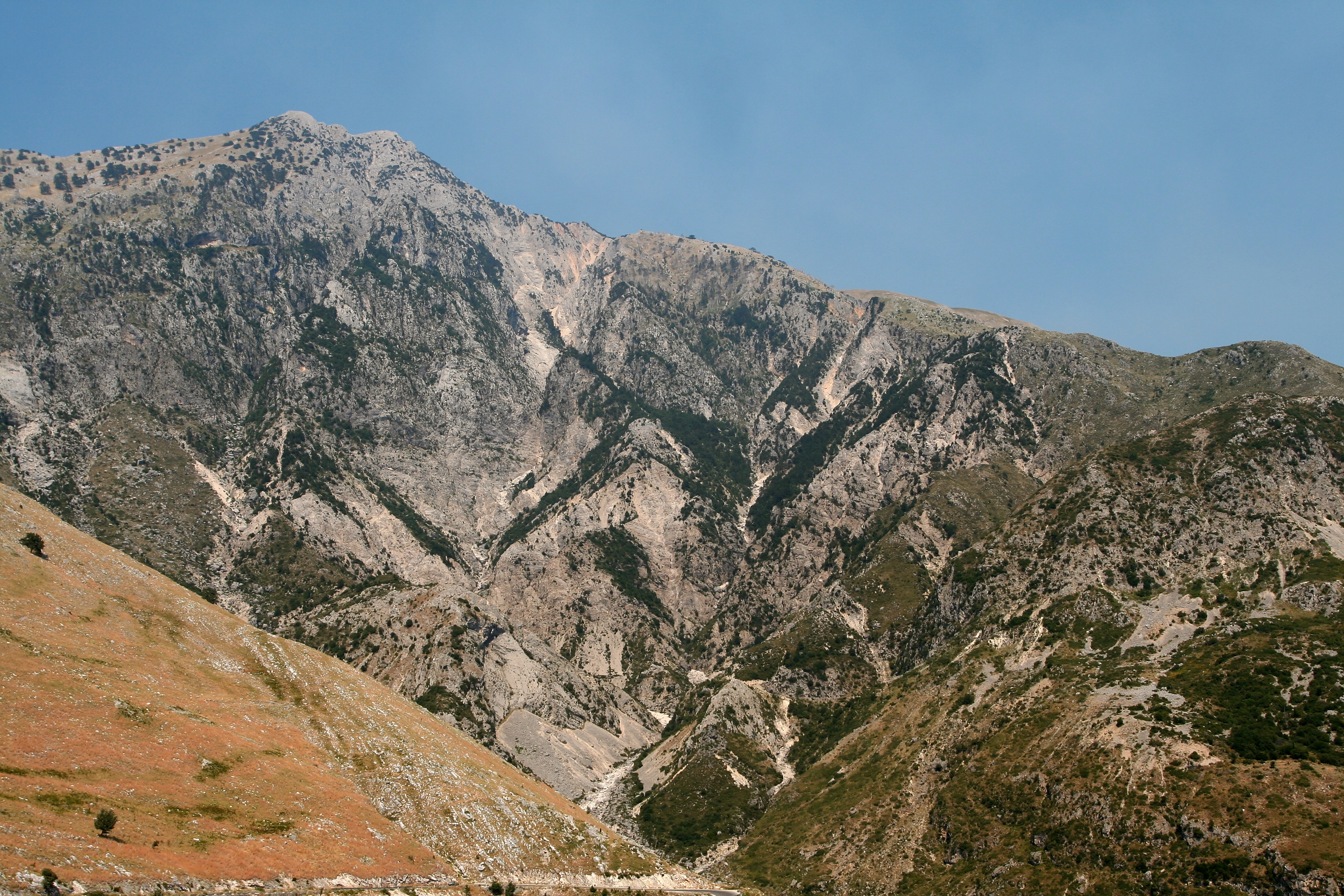
Il Monte Çika
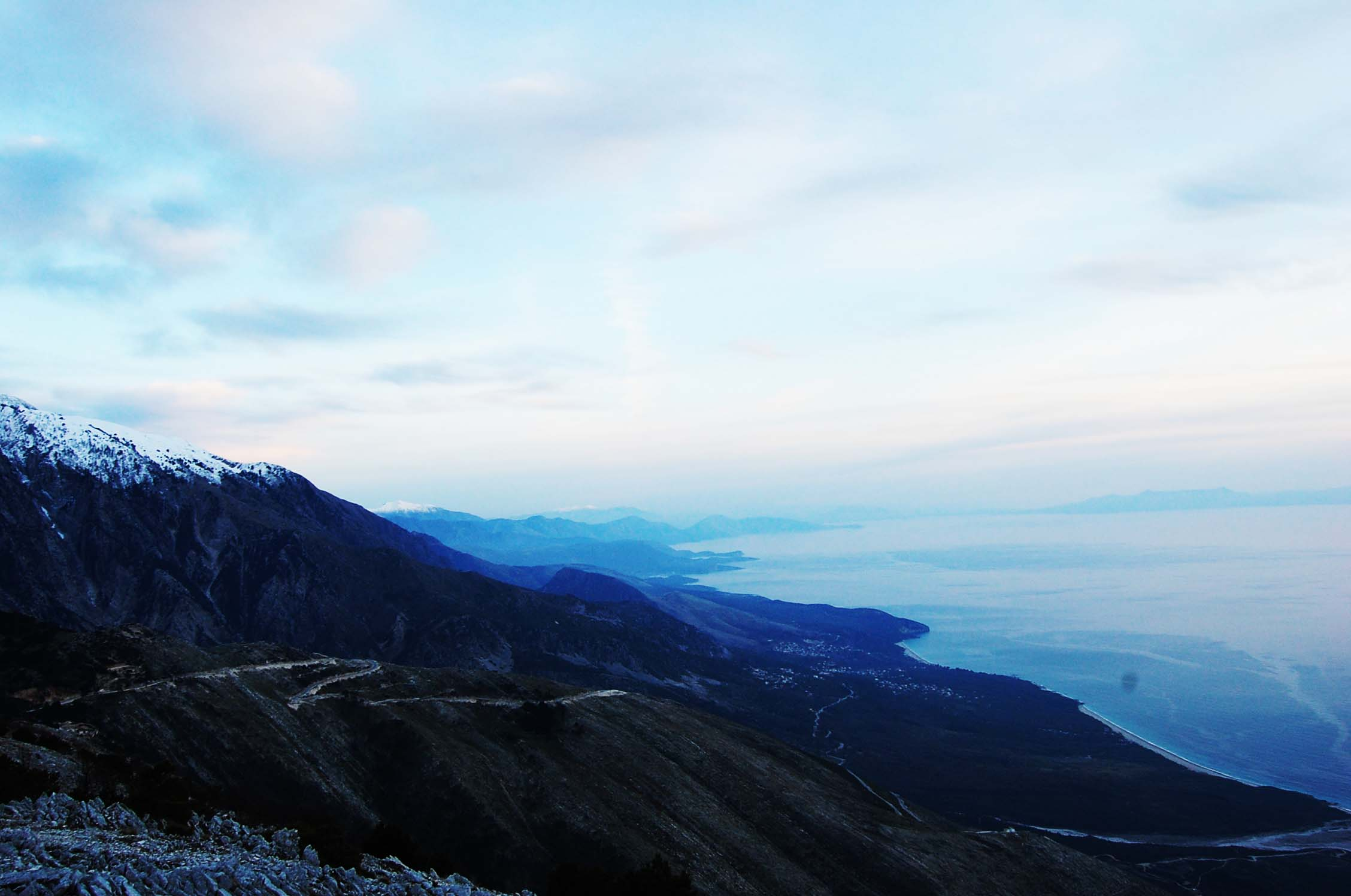
Veduta dal Monte Çika
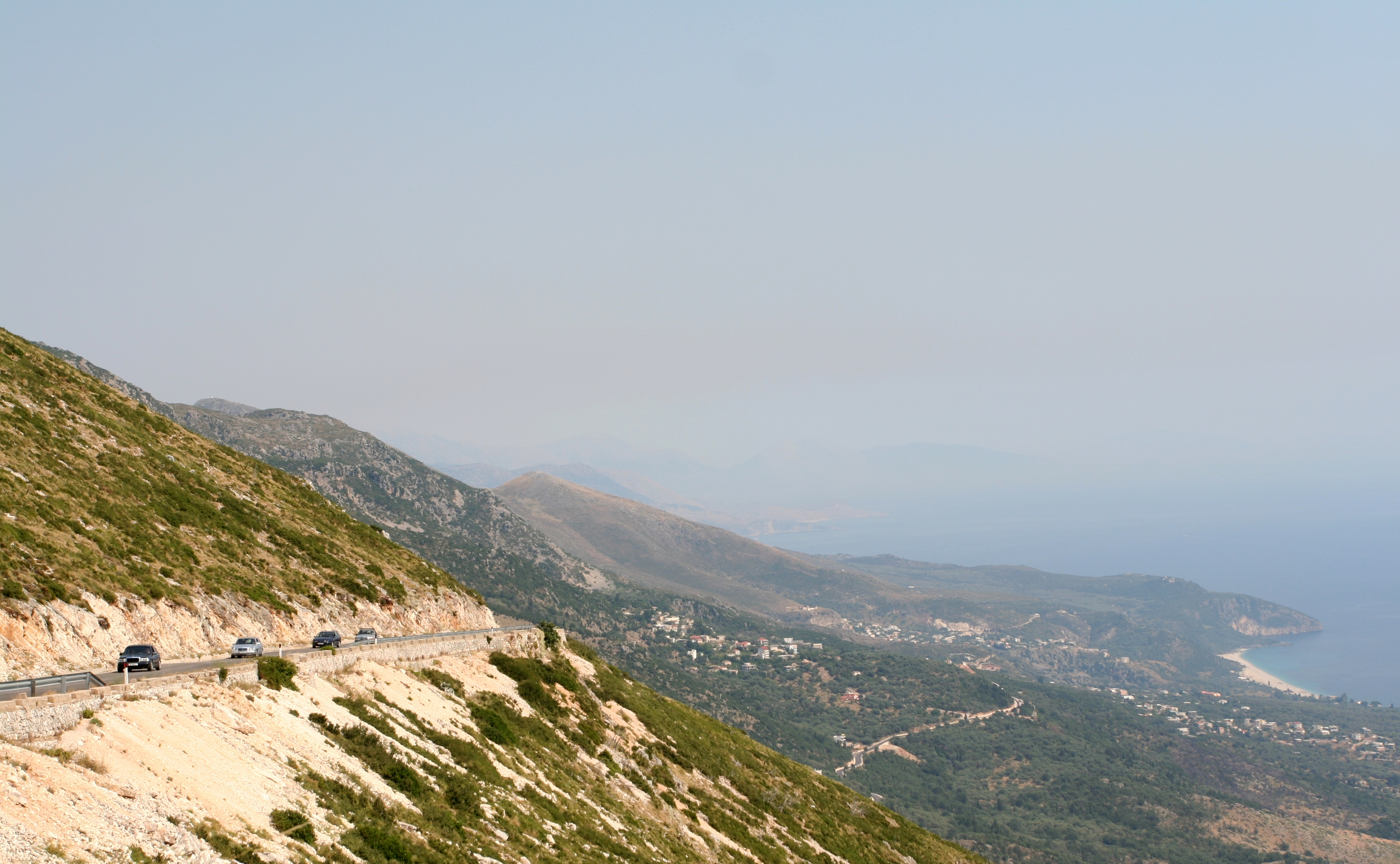
Monti nei pressi di Dhërmi